# Klaas Galenkamp
Klaas Galenkamp (Hasselt, 9 februari 1877 - Zwolle, 21 januari 1959) was een Nederlandse burgemeester.
Galenkamp werd op 26-jarige leeftijd in 1903 benoemd tot burgemeester van de toenmalige gemeente Holten in Overijssel. Aan dit burgemeesterschap kwam in 1908 een abrupt einde toen geconstateerd werd, dat hij gemeentegelden te eigen bate had verduisterd. Het bleek te gaan om een bedrag van circa ƒ 3.500. Hij werd door de rechtbank van Almelo veroordeeld tot twee jaar gevangenisstraf met aftrek van voorarrest. De zaak baarde veel opzien en in de pers werd benadrukt, dat hij zeer bemind was in de gemeente Holten en de burgers van die plaats met hem te doen hadden. Zijn neef, die werkzaam was bij de gemeente en die medeplichtig was aan de verduistering, werd veroordeeld tot 6 maanden gevangenisstraf.